# Historian Ystäväin Liitto
Historian Ystäväin Liito (ungefär "Sällskapet historiens vänner") är en finsk historisk förening grundad 1926.
Föreningen publicerar historiska serier: "Historian Aitta" och "Historiallinen Kartasto".